# 哈德利山 (月球)

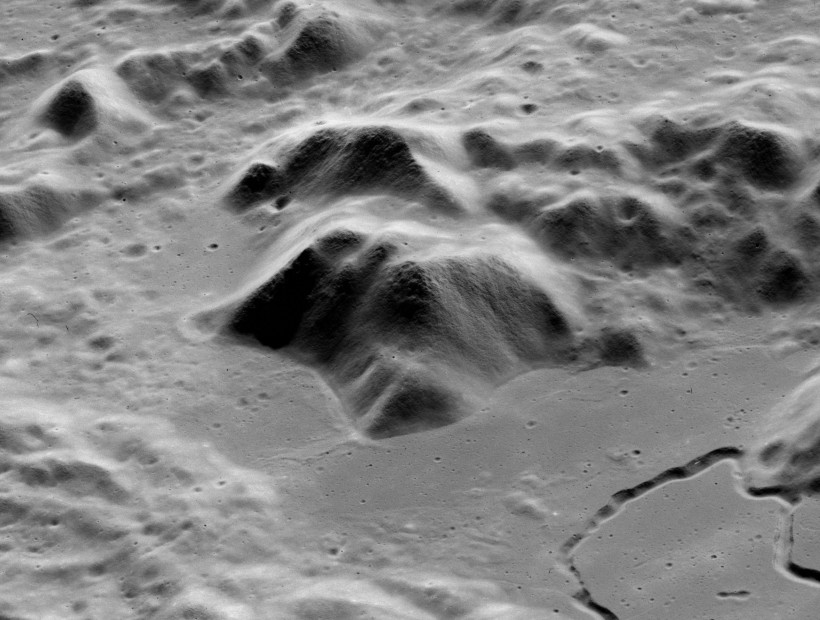
从轨道拍摄的哈德利山斜视图，右下角是哈德利月溪

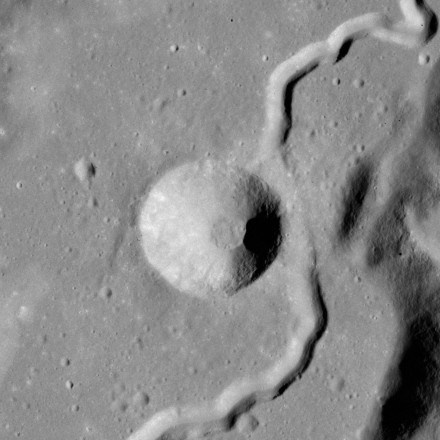
与哈德利月溪相交的卫星坑"哈德利 C"

哈德利山（Mons Hadley）是月球北半球亚平宁山脉北部的一座山丘，其山峰的月面座标为北纬26.5°、东经4.7°，高约4.6公里，底剖最大直径为25公里。
该山西南是一条月谷，曾是阿波罗15号科考登陆点。月谷西南是主峰高约3.5公里的哈德利·德尔塔山（Mons Hadley Delta(δ)），山峰坐标为北纬25.8°、东经3.8°，山峰西面是蜿蜒的哈德利月溪（Rima Hadley），倒下的宇航员纪念碑就被摆在那里，以纪念那些为太空探索进步而牺牲的宇航员。
这些地表特征以英国数学家约翰·哈德利（John Hadley）之名命名。

## 哈德利月溪
这条弯曲的月沟主要沿东北方，向哈德利山主峰延伸，它也由此得名。该特征所处月面坐标为北纬25.0°、东经3.0°，分布在直径80公里的范围内，起始于贝拉陨石坑- 一个以西北向为长轴的细长构造。贝拉陨石坑虽不是陨石坑，但被归入陨石坑，类似构造还有大造陨石坑和卡洛斯陨石坑。

## 附近的陨石坑
下表列出了月溪附近四座已被国际天文学联合会指定名称的小陨石坑。
| 陨石坑 | 拉丁名 | 月面坐标                      | 直径      | 名称来源     |
| ------ | ------ | ----------------------------- | --------- | ------------ |
| 贝拉   | Béla   | 24°42′N 2°18′E / 24.7°N 2.3°E | 10×2 公里 | 匈牙利男性名 |
| 卡洛斯 | Carlos | 24°54′N 2°18′E / 24.9°N 2.3°E | 4 公里    | 西班牙男性名 |
| 乔莫   | Jomo   | 24°24′N 2°24′E / 24.4°N 2.4°E | 7 公里    | 非洲男性名   |
| 大造   | Taizo  | 24°42′N 2°12′E / 24.7°N 2.2°E | 6 公里    | 日本男性名   |

## 卫星陨石坑
按照惯例，通过在最接近哈利德山的陨石坑中心点旁放置字母，以将它们在月图上标示出来。
| 哈德利 | 纬度    | 经度   | 直径   |
| ------ | ------- | ------ | ------ |
| C      | 25.5° N | 2.8° E | 6 公里 |

乔伊陨石坑原先被称为卫星坑"哈德利 A"，1973年国际天文学联合会予以更名。

## 参阅
- 月球表面特征列表